# Dave Chisnall
David „Dave“ Chisnall (* 12. September 1980 in St Helens) ist ein englischer Dartspieler.

## Karriere
Im Januar 2009 qualifizierte er sich erstmals für die Weltmeisterschaft der BDO, verlor aber in der ersten Runde gegen Martin Adams mit 2:3. Am 9. Januar 2010 trafen die beiden im Finale aufeinander, in dem Chisnall mit 5:7 verlor.
2011 wechselte er zur PDC. Bei der PDC World Darts Championship 2012 besiegte Chisnall in der zweiten Runde den an Nr. 1 gesetzten Rekordweltmeister Phil Taylor deutlich mit 4:1. 2015 warf Chisnall seinen ersten Neun-Darter vor laufenden Kameras in der Vorrunde des Grand Slam of Darts gegen Peter Wright.
Bei der PDC World Darts Championship 2017 warf Chisnall gegen Gary Anderson 21-mal die 180 und stellte damit den Rekord von geworfenen 180ern in einem Spiel von Raymond van Barneveld ein. Diesen Rekord überbot sein Kontrahent Anderson bereits 3 Tage später im WM-Finale.
Beim World Cup of Darts 2017 trat er gemeinsam mit Adrian Lewis zum ersten Mal für England an, da er zu diesem Zeitpunkt nach Lewis der zweitbeste Engländer in der PDC Order of Merit war. Die beiden erreichten das Halbfinale, scheiterten dort aber an den Niederländern Michael van Gerwen und Raymond van Barneveld. Bei den Players Championships 2017 spielte er beim Players Championship 21 gegen Ryan Searle einen Neun-Darter. Durch sein durchwachsenes Jahr 2017 und eine Niederlage in der ersten Runde der PDC World Darts Championship 2018 gegen Vincent van der Voort erhielt er im Gegensatz zu den Jahren zuvor keine Wildcard für die Premier League Darts 2018. Am 10. Februar 2019 spielte er beim Players Championship 2 gegen Rowby-John Rodriguez einen Neun-Darter. Mitte Juni 2019 konnte Dave Chisnall sein zweites European Tour Event gewinnen, die Gibraltar Darts Trophy. Im Viertelfinale dieses Turniers spielte er einen Neun-Darter gegen James Wade. Nach sieben Jahren bei seinem Ausrüster Target wechselte er zu Harrows. Beim World Grand Prix 2019 (Darts) konnte er in das Finale einziehen. Dort unterlag er allerdings dann Michael van Gerwen. Bei der WM 2020 schied er in der dritten Runde gegen den Niederländer Jeffrey de Zwaan aus.
Im Jahr 2020 fand sich Chisnall auf Weltranglistenplatz 10 wieder. Bei den Masters scheiterte er am amtierenden Weltmeister Peter Wright im Viertelfinale. Im Achtelfinale der UK Open schied er gegen William O’Connor aus. Beim Re-Start nach der durch die COVID-19-Pandemie bedingte Wettbewerbspause schied er bereits in Runde 1 beim World Matchplay 2020 aus. Beim World Grand Prix erreichte er jedoch erneut das Halbfinale, indem er allerdings denkbar knapp am späteren Sieger Gerwyn Price scheiterte. Im Achtelfinale des Grand Slams scheiterte er an José de Sousa. Bei den Players Championship Finals 2020 scheiterte er bereits in Runde 1 an Merwyn King.
Chisnall gewann sein Auftaktmatch der WM 2021 gegen Keegan Brown. Anschließend besiegte er Danny Noppert und Dimitri Van den Bergh. Im Viertelfinale warf er mit Michael van Gerwen den Führenden der Weltrangliste mit 5:0 aus dem Turnier. Seine Leistung wurde später von der PDC zur „TV-Performance of the year“ gekürt. Im Halbfinale schied er mit 3:6 gegen Gary Anderson aus. Damit konnte er sich immerhin wieder auf Platz 6 in der Order of Merit vorarbeiten, erhielt aber keine Wildcard für die Premier League 2021. Beim ersten Turnier des Jahres, den Masters 2021 gewann er seine 2. Runden Partie gegen Daryl Gurney und schied wie im Vorjahr gegen Peter Wright aus. Bei den UK Open erreichte er das Viertelfinale, dort unterlag er Luke Humphries knapp mit 9:10.
Bei der WM 2022 schied er in der dritten Runde aus, da sein Covid-19-Test positiv ausfiel. Beim ersten Major-Turnier des Jahres nach der WM, dem Masters, rückte er bis ins Finale vor und unterlag dort mit 9:11 gegen Joe Cullen. Auf der European Darts Tour 2022 konnte er die Belgian Darts Open gewinnen. Im Finale am 25. September 2022 schlug er Andrew Gilding mit 8:6 in legs. Im Halbfinale dieses Turniers gelang ihm beim 7:4-Sieg über Danny Noppert ein Neun-Darter. Am 20. Oktober 2022 gewann er das Players Championship 25. Im Turnierverlauf spielte er 35 180er, was nie zuvor einem Spieler auf der Pro Tour gelang.
Bei der WM 2023 schied Chisnall erneut in der dritten Runde aus. Auf der European Darts Tour 2023 konnte er die Baltic Sea Darts Open, die Dutch Darts Championship und die Hungarian Darts Trophy gewinnen.
Bei der WM 2024 spielte Chisnall sich bis ins Viertelfinale vor und unterlag dort dem späteren Turniersieger Luke Humphries. Im weiteren Verlauf des Jahres gelang ihm ein weiterer Titel auf der Pro Tour, wobei er Dirk van Duijvenbode im Finale bezwang. Auf der European Darts Tour 2024 konnte er die European Darts Open gewinnen. Im September 2024 nahm er bei der Flanders Darts Trophy zum 100. Mal an einem European-Tour-Turnier teil und gewann dieses im Finalspiel mit 8:6 Legs gegen Ricardo Pietreczko.

## Weltmeisterschaftsresultate

### BDO
- 2009: 1. Runde (2:3-Niederlage gegen  Martin Adams)
- 2010: Finale (5:7-Niederlage gegen  Martin Adams)
- 2011: 2. Runde (1:4-Niederlage gegen  Gary Robson)

### PDC
- 2012: Achtelfinale (0:4-Niederlage gegen  Andy Hamilton)
- 2013: Achtelfinale (3:4-Niederlage gegen  Simon Whitlock)
- 2014: 1. Runde (2:3-Niederlage gegen  John Henderson)
- 2015: 2. Runde (2:4-Niederlage gegen  Benito van de Pas)
- 2016: Achtelfinale (3:4-Niederlage gegen  Peter Wright)
- 2017: Viertelfinale (3:5-Niederlage gegen  Gary Anderson)
- 2018: 1. Runde (0:3-Niederlage gegen  Vincent van der Voort)
- 2019: Viertelfinale (2:5-Niederlage gegen  Gary Anderson)
- 2020: 3. Runde (3:4-Niederlage gegen  Jeffrey de Zwaan)
- 2021: Halbfinale (3:6-Niederlage gegen  Gary Anderson)
- 2022: 3. Runde (Nicht angetreten gegen  Luke Humphries 1)
- 2023: 3. Runde (2:4-Niederlage gegen  Stephen Bunting)
- 2024: Viertelfinale (1:5-Niederlage gegen  Luke Humphries)
- 2025: 2. Runde (2:3-Niederlage gegen  Ricky Evans)

## Turnierergebnisse
| Turnier                                    | 2007                       | 2008                       | 2009                       | 2010                       | 2011                           | 2012                           | 2013                           | 2014                           | 2015                           | 2016                           | 2017                           | 2018                           | 2019                           | 2020                           | 2021                           | 2022                           | 2023                           | 2024                           | 2025                           |
| ------------------------------------------ | -------------------------- | -------------------------- | -------------------------- | -------------------------- | ------------------------------ | ------------------------------ | ------------------------------ | ------------------------------ | ------------------------------ | ------------------------------ | ------------------------------ | ------------------------------ | ------------------------------ | ------------------------------ | ------------------------------ | ------------------------------ | ------------------------------ | ------------------------------ | ------------------------------ |
| BDO-Major-Turniere                         |                            |                            |                            |                            |                                |                                |                                |                                |                                |                                |                                |                                |                                |                                |                                |                                |                                |                                |                                |
| Weltmeisterschaft                          | n/q                        | n/q                        | R1                         | F                          | AF                             | nicht teilgenommen             | nicht teilgenommen             | nicht teilgenommen             | nicht teilgenommen             | nicht teilgenommen             | nicht teilgenommen             | nicht teilgenommen             | nicht teilgenommen             | nicht teilgenommen             | Verband insolvent              | Verband insolvent              | Verband insolvent              | Verband insolvent              | Verband insolvent              |
| World Masters                              | R3                         | R1                         | n/t                        | R4                         | nicht teilgenommen             | nicht teilgenommen             | nicht teilgenommen             | nicht teilgenommen             | nicht teilgenommen             | nicht teilgenommen             | nicht teilgenommen             | nicht teilgenommen             | nicht teilgenommen             | n/a                            | Verband insolvent              | Verband insolvent              | Verband insolvent              | Verband insolvent              | Verband insolvent              |
| PDC-Ranking-Turniere                       |                            |                            |                            |                            |                                |                                |                                |                                |                                |                                |                                |                                |                                |                                |                                |                                |                                |                                |                                |
| Weltmeisterschaft                          | n/t                        | n/t                        | n/t                        | n/t                        | n/t                            | AF                             | AF                             | R1                             | R2                             | AF                             | VF                             | R1                             | VF                             | R3                             | HF                             | R3                             | R3                             | VF                             | R2                             |
| World Masters                              | nicht ausgetragen          | nicht ausgetragen          | nicht ausgetragen          | nicht ausgetragen          | nicht ausgetragen              | nicht ausgetragen              | nicht ausgetragen              | nicht ausgetragen              | nicht ausgetragen              | nicht ausgetragen              | nicht ausgetragen              | nicht ausgetragen              | nicht ausgetragen              | nicht ausgetragen              | nicht ausgetragen              | nicht ausgetragen              | nicht ausgetragen              | nicht ausgetragen              | R1                             |
| UK Open                                    | nicht qualifiziert         | nicht qualifiziert         | nicht qualifiziert         | nicht qualifiziert         | VF                             | HF                             | R4                             | R4                             | R4                             | R3                             | R4                             | R3                             | AF                             | R4                             | VF                             | R5                             | R4                             | AF                             | R5                             |
| World Matchplay                            | nicht teilgenommen         | nicht teilgenommen         | nicht teilgenommen         | nicht teilgenommen         | R1                             | R1                             | VF                             | VF                             | VF                             | VF                             | AF                             | VF                             | R1                             | R1                             | AF                             | AF                             | R1                             | R1                             | R1                             |
| World Grand Prix                           | nicht teilgenommen         | nicht teilgenommen         | nicht teilgenommen         | nicht teilgenommen         | R1                             | AF                             | F                              | R1                             | AF                             | HF                             | AF                             | VF                             | F                              | HF                             | VF                             | R1                             | R1                             | AF                             |                                |
| European Championship                      | n/a                        | n/t                        | n/t                        | n/t                        | AF                             | AF                             | R1                             | VF                             | VF                             | R1                             | AF                             | AF                             | VF                             | R1                             | n/q                            | VF                             | R1                             | R1                             |                                |
| Grand Slam of Darts                        | kein Ranking-Turnier       | kein Ranking-Turnier       | kein Ranking-Turnier       | kein Ranking-Turnier       | kein Ranking-Turnier           | kein Ranking-Turnier           | kein Ranking-Turnier           | kein Ranking-Turnier           | AF                             | GP                             | AF                             | n/q                            | VF                             | AF                             | n/q                            | GP                             | GP                             | GP                             |                                |
| Players Championship Finals                | n/a                        | n/a                        | n/t                        | n/t                        | VF                             | R1                             | R1                             | R1                             | VF                             | F                              | R2                             | R2                             | R2                             | R1                             | R1                             | R2                             | AF                             | R2                             |                                |
| PDC-Turniere ohne Einfluss auf das Ranking |                            |                            |                            |                            |                                |                                |                                |                                |                                |                                |                                |                                |                                |                                |                                |                                |                                |                                |                                |
| The Masters                                | nicht ausgetragen          | nicht ausgetragen          | nicht ausgetragen          | nicht ausgetragen          | nicht ausgetragen              | nicht ausgetragen              | AF                             | VF                             | VF                             | F                              | AF                             | AF                             | HF                             | VF                             | VF                             | F                              | AF                             | VF                             | n/a                            |
| Premier League Darts                       | nicht eingeladen           | nicht eingeladen           | nicht eingeladen           | nicht eingeladen           | nicht eingeladen               | nicht eingeladen               | nicht eingeladen               | 7.                             | HF                             | 9.                             | 5.                             | nicht eingeladen               | nicht eingeladen               | nicht eingeladen               | nicht eingeladen               | nicht eingeladen               | nicht eingeladen               | nicht eingeladen               | nicht eingeladen               |
| Champions League of Darts                  | nicht ausgetragen          | nicht ausgetragen          | nicht ausgetragen          | nicht ausgetragen          | nicht ausgetragen              | nicht ausgetragen              | nicht ausgetragen              | nicht ausgetragen              | nicht ausgetragen              | n/q                            | GP                             | GP                             | n/q                            | nicht ausgetragen              | nicht ausgetragen              | nicht ausgetragen              | nicht ausgetragen              | nicht ausgetragen              | nicht ausgetragen              |
| World Cup of Darts                         | nicht ausgetragen          | nicht ausgetragen          | nicht ausgetragen          | n/t                        | n/a                            | nicht teilgenommen             | nicht teilgenommen             | nicht teilgenommen             | nicht teilgenommen             | nicht teilgenommen             | HF                             | VF                             | n/t                            | n/t                            | HF                             | nicht teilgenommen             | nicht teilgenommen             | nicht teilgenommen             | nicht teilgenommen             |
| World Series of Darts Finals               | nicht ausgetragen          | nicht ausgetragen          | nicht ausgetragen          | nicht ausgetragen          | nicht ausgetragen              | nicht ausgetragen              | nicht ausgetragen              | nicht ausgetragen              | AF                             | HF                             | n/t                            | VF                             | HF                             | R1                             | R1                             | AF                             | n/t                            | R1                             |                                |
| Championship League                        | n/a                        | n/t                        | n/t                        | n/t                        | n/q                            | HF                             | GP                             | nicht ausgetragen              | nicht ausgetragen              | nicht ausgetragen              | nicht ausgetragen              | nicht ausgetragen              | nicht ausgetragen              | nicht ausgetragen              | nicht ausgetragen              | nicht ausgetragen              | nicht ausgetragen              | nicht ausgetragen              | nicht ausgetragen              |
| Grand Slam of Darts                        | nicht qualifiziert         | nicht qualifiziert         | nicht qualifiziert         | GP                         | GP                             | n/q                            | GP                             | F                              | Ranking-Turnier                | Ranking-Turnier                | Ranking-Turnier                | Ranking-Turnier                | Ranking-Turnier                | Ranking-Turnier                | Ranking-Turnier                | Ranking-Turnier                | Ranking-Turnier                | Ranking-Turnier                | Ranking-Turnier                |
| Karrierestatistiken                        |                            |                            |                            |                            |                                |                                |                                |                                |                                |                                |                                |                                |                                |                                |                                |                                |                                |                                |                                |
| Platzierung am Jahresende                  | unbekannt                  | unbekannt                  | unbekannt                  | 205                        | 32                             | 9                              | 5                              | 8                              | 10                             | 7                              | 8                              | 12                             | 10                             | 8                              | 13                             | 18                             | 10                             | 6                              |                                |
| Verband                                    | British Darts Organisation | British Darts Organisation | British Darts Organisation | British Darts Organisation | Professional Darts Corporation | Professional Darts Corporation | Professional Darts Corporation | Professional Darts Corporation | Professional Darts Corporation | Professional Darts Corporation | Professional Darts Corporation | Professional Darts Corporation | Professional Darts Corporation | Professional Darts Corporation | Professional Darts Corporation | Professional Darts Corporation | Professional Darts Corporation | Professional Darts Corporation | Professional Darts Corporation |

| Legende zu den Turnierergebnissen | Legende zu den Turnierergebnissen | Legende zu den Turnierergebnissen | Legende zu den Turnierergebnissen | Legende zu den Turnierergebnissen | Legende zu den Turnierergebnissen | Legende zu den Turnierergebnissen | Legende zu den Turnierergebnissen | Legende zu den Turnierergebnissen | Legende zu den Turnierergebnissen |
| --------------------------------- | --------------------------------- | --------------------------------- | --------------------------------- | --------------------------------- | --------------------------------- | --------------------------------- | --------------------------------- | --------------------------------- | --------------------------------- |
| n/t                               | nicht teilgenommen                | n/q                               | nicht qualifiziert                | n/a                               | nicht ausgetragen                 | #R                                | Aus in jeweiliger Runde           | GP                                | Aus in der Gruppenphase           |
| AF                                | Achtelfinalist                    | VF                                | Viertelfinalist                   | HF                                | Halbfinalist                      | F                                 | Turnierfinalist                   | S                                 | Turniersieger                     |

## Titel

### BDO
- Weitere
  - 2008: Isle of Man Open
  - 2009: Welsh Masters, British Open, BDO International Grand Prix
  - 2010: BDO Champions Cup

### PDC
- Pro Tour
  - Players Championships
    - Players Championships 2011: 29
    - Players Championships 2012: 4, 5, 6, 9, 19
    - Players Championships 2013: 7, 15
    - Players Championships 2015: 11
    - Players Championships 2016: 10
    - Players Championships 2017: 18
    - Players Championships 2019: 2, 7
    - Players Championships 2022: 25
    - Players Championships 2023: 23, 30
    - Players Championships 2024: 6, 23

  - European Darts Tour
    - European Darts Tour 2013: (1) German Darts Championship
    - European Darts Tour 2019: (1) Danish Darts Open
    - European Darts Tour 2022: (1) Belgian Darts Open
    - European Darts Tour 2023: (3) Baltic Sea Darts Open, Dutch Darts Championship, Hungarian Darts Trophy
    - European Darts Tour 2024: (2) European Darts Open, Flanders Darts Trophy

### Andere
- 2008: England National Championships
- 2009: Lancashire Open
- 2010: Lythan St Annes Open, Oldham Open
- 2011: St Joseph Club Open
- 2013: Staffordshire Classic
- 2020: TV-Performance of the year (PDC-WM 2021 gegen Michael van Gerwen 5-0)